# 6965 Нійодоґава
6965 Нійодоґава (6965 Niyodogawa) — астероїд головного поясу, відкритий 11 листопада 1990 року.
Тіссеранів параметр щодо Юпітера — 3,470.
Названо на честь Нійодоґава (яп. によどがわ(仁淀川) нійодоґава)